# 1991 في بلغاريا
فيما يلي قوائم الأحداث التي وقعت خلال عام 1991 في بلغاريا.

## سياسة

### تعيين في المنصب
- 8 نوفمبر – فيليب ديميتروف رئيس وزراء بلغاريا [الإنجليزية]‏.

## مواليد

### مارس
- 12 مارس – مارتينا جليداتشيفا لاعبة كرة مضرب بلغارية.

### أبريل
- 2 أبريل – داليا زافيروفا لاعبة كرة مضرب بلغارية.

### مايو
- 16 مايو – غريغور ديمتروف لاعب كرة مضرب بلغاري.

### يونيو
- 10 يونيو – توميسلاف بافلوف لاعب كرة قدم بلغاري.
- 13 يونيو – جيورجي ارجيلاشكي لاعب كرة قدم بلغاري.

### يوليو
- 6 يوليو – جورجي بتروف لاعب كرة قدم بلغاري.

### سبتمبر
- 7 سبتمبر – ستانيمير مارينوف لاعب كرة سلة بلغاري.

### أكتوبر
- 25 أكتوبر – إيزابيلا شنيكوفا لاعبة كرة مضرب بلغارية.

## وفيات

### يوليو
- 31 يوليو – نيكولا يوردانوف (مواليد 1938) لاعب كرة قدم بلغاري.